# نورث امریکن اف-۸۶دی سیبر
نورث آمریکن اف-۸۶ دی/کی/ال سیبِر (انگلیسی: North American F-86D/K/L Sabre) (در ابتدا وای اف-۹۵ نام گذاری شد و به‌طور غیررسمی به عنوان سیبرداگ شناخته می‌شد،) یک جت رهگیر فراصوت آمریکایی بود. این هواپیما که از مشتفات جنگنده اف-۸۶ سیبر است، در اواخر دهه ۱۹۴۰ برای نیروی هوایی ایالات متحده آمریکا طراحی و توسعه یافت. در حالی که جنگنده اصلی یعنی اف-۸۶ سیبر به عنوان یک جنگنده روزانه طراحی شده بود، اف-۸۶ دی به‌طور خاص به عنوان یک رهگیر برای همه شرایط آب و هوایی طراحی و تولید داده شد. این جنگنده که در ابتدا به عنوان وای اف-۹۵ درمرحله توسعه و آزمایش نامگذاری شد، اما علیرغم اینکه تنها ۲۵٪ از قطعات آن بامدل اصلی اف-۸۶ اشتراک داد، قبل از شروع تولید،اف-۸۶ دی نامگذاری شد مدل‌های تولیدی اف-۸۶ دی/کی/ال با سایر سیبرها از جهات مختلفی متفاوت بودند که بدنه ای بزرگ‌تر، موتور دارای پس‌سوز بزرگ‌تر و دماغه و پوشش آنتن کاملاً متمایز داشتند. پر تیراژترین مدل‌های سیبرداگ یعنی مدل‌های (مدل‌های دی و جی)، بر خلاف مدل اصلی سیبرکه شش تیربار ام۳ برونینگ کالیبر ۵۰، داشت دارای هیچ گونه توپ یا تیرباری نبوده، در عوض موشک‌های هوا به هوای غیر قابل هدایت  "مایتی ماوس" را حمل می‌نمود. مدل‌های کی وال سیبر داگ دارای چهار توپ ۲۰ میلی‌متری M24A1 بودند).

## مشخصات (اف-۸۶دی-۴۰ -ان ای)
داده‌ها از Combat Aircraft since 1945, The American Fighter
ویژگی‌های عمومی
- خدمه: یک
- طول: ۴۰ فوت ۳ اینچ (۱۲٫۲۷ متر)
- پهنای بال: ۳۷ فوت ۱٫۵ اینچ (۱۱٫۳۱ متر)
- ارتفاع: ۱۵ فوت ۰ اینچ (۴٫۵۷ متر)
- وزن خالی: ۱۳٬۵۱۸ پوند (۶٬۱۳۲ کیلوگرم)
- وزن ناخالص: ۱۹٬۹۷۵ پوند (۹٬۰۶۰ کیلوگرم)
- پیشرانه: ۱ عدد  موتور توربوجت جنرال الکتریک جی۴۷ جی. ایی-۱۷ بی, ۵٬۴۲۵ پوند-نیرو (۲۴٫۱۳ کیلونیوتن) thrust dry, ۷٬۵۰۰ پوند-نیرو (۳۳ کیلونیوتن) با پس‌سوز

عملکرد
- حداکثر سرعت: ۷۱۵ مایل بر ساعت (۱٬۱۵۱ کیلومتر بر ساعت، ۶۲۱ گره) [۶]
- حداکثر سرعت: ۰٫۹۳ ماخ
- بُرد: ۳۳۰ مایل (۵۳۱ کیلومتر، ۲۹۰ مایل دریایی)
- حداکثر ارتفاع: ۴۹٬۷۵۰ فوت (۱۵٬۱۶۳ متر)
- نرخ صعود: ۱۲٬۱۵۰ فوت بر دقیقه (۶۱٫۷ متر بر ثانیه)

تسلیحات

- ۲۴ عدد راکت ۲.۷۵ اینچی (۷۰ میلی متری)  از نوع مایتی ماوس در جایگاه  نگهداری و پرتاب تعبیه شده  در زیر بدنه هواپیما

اویونیکس

طرح سه نمای جنگنده اف-۸۶ دی.

- رادار AN/APG-36 قابل کاردر تمامی شرایط آب و هوایی